# Frigga quintensis
Frigga quintensis là một loài nhện trong họ Salticidae.
Loài này thuộc chi Frigga. Frigga quintensis được Albert Tullgren miêu tả năm 1905.